# George H. Doran Company
George H. Doran Company (1908–1927) a fost o editură americană fondată de George Henry Doran. El a organizat compania la Toronto și a mutat-o apoi la New York City la 22 februarie 1908.
Compania a prosperat, devenind una dintre casele editoriale majore din Statele Unite ale Americii. Firma a publicat mai multe genuri de cărți, de la opere literare majore la romane pentru "clasa muncitoare", cărți pentru a învăța jocul de golf, cărți religioase, romane de dragoste, cărți pentru copii și volume de poezii. Compania a fost editorul american al unui mare număr de autori britanici și în timpul Primului Război Mondial a fost sursa principală de literatură a forțelor aliate, publicând lucrarea British War Aims, Statement by the Right Honourable David Lloyd George a guvernului britanic, precum și cartea The Great Crusade a lui Lloyd George. Doran a publicat și alte cărți despre război, cum ar fi două cărți scrise de James W. Gerard, ambasadorul american în Germania.
Printre autorii notabili publicați de George H. Doran Company s-au aflat Joyce Kilmer, P. G. Wodehouse, Arnold Bennett, Arnold J. Toynbee, Theodore Roosevelt, Arthur Conan Doyle, O. Henry, Edwin Lefèvre, Virginia Woolf, Frank Harris și Margery Williams.
George H. Doran Company a fuzionat cu Doubleday, Page & Company în 1927, făcând Doubleday, Doran cea mai mare afacere editorială din lumea vorbitoare de limbă engleză. Numele Doran a dispărut în 1946 când compania a devenit cunoscută simplu ca Doubleday & Company.
În 1935, George Doran a scris Chronicles of Barabbas 1884-1934, în care a povestit de afacerile din domeniul editorial și de personalitățile sale. Cartea a fost republicată în 1952, având următorul adaos la titlu: Further chronicles and Comment.